# Medroussa (distrito)
Medroussa é um distrito localizado na província de Tiaret, Argélia.[carece de fontes?] Sua capital é a cidade de mesmo nome.

## Comunas
O distrito está dividido em três comunas:
- Medroussa
- Sidi Bakhti
- Mellakou